# Simat de la Valldigna
Simat de la Valldigna, en valencien et officiellement, (Simat de Valldigna en castillan), est une commune d'Espagne de la province de Valence dans la Communauté valencienne. Elle est située dans la comarque de la Safor et dans la zone à prédominance linguistique valencienne.

## Géographie

Localisation de Simat de la Valldigna
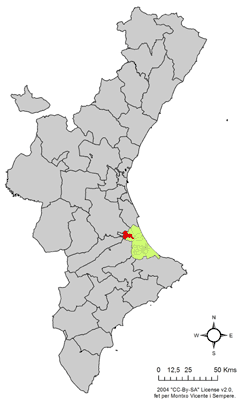
dans la Communauté valencienne.
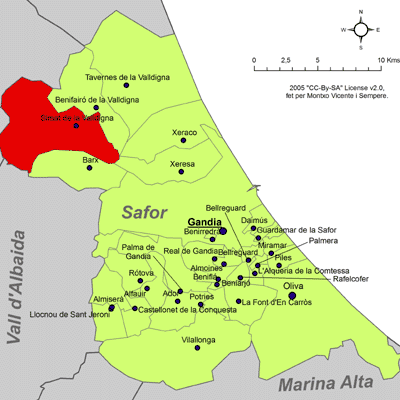
dans la comarque de la Safor.

### Localités limitrophes
Le territoire communal de Simat de la Valldigna est voisin de celui des communes suivantes :
Benifairó de la Valldigna, Tavernes de la Valldigna, Xeresa, Barx, Quatretonda, Barxeta, Xàtiva et Carcaixent, toutes situées dans la province de Valence.

## Démographie
| Population | 3.223 | 3.141 | 3.148 | 3.114 | 3.120 | 3.112 | 3.121 | 3.291 | 3.228 | 3.090 |

## Administration
Liste des maires, depuis les premières élections démocratiques.
| Législature | Nom du Maire                                   | Parti politique  |
| ----------- | ---------------------------------------------- | ---------------- |
| 1979-1983   | Marcel·lí Almiñana                             | PSPV-PSOE        |
| 1983-1987   | Marcel·lí Almiñana                             | PSPV-PSOE        |
| 1987-1991   | Marcel·lí Almiñana                             | PSPV-PSOE        |
| 1991-1995   | Vicent Palomares                               | PSPV-PSOE        |
| 1995-1999   | Vicent Palomares                               | PSPV-PSOE        |
| 1999-2003   | Vicent Palomares                               | PSPV-PSOE        |
| 2003-2007   | Vicent Palomares                               | PSPV-PSOE        |
| 2007-2011   | Sebastià Mahiques/Eladi Mainar/Agustina Brines | PP/PSPV-PSOE/BNV |

## Patrimoine
- Monastère de Santa María de la Valldigna: fondé en 1297 par Jaime II el Justo (Jacques II d'Aragon, dit le Juste). Selon la tradition, le roi, après avoir guerroyé contre les musulmans pour les terres d'Alicante et Murcie, en passant par la vallée, alors nommée Alfandech, et impressionné par sa fertilité et sa beauté, dit à son chapelain le moine Bononat de Vila-Seca, abbé du monastère cistercien de Santes Creus : «Vall digna per a un monestir de la vostra religió» (vallée digne pour un monastère de votre religion). Et l'abbé répondit : «Vall digna!». Le roi concéda les terres à l'abbé de Santes Creus pour une nouvelle fondation cistercienne dans la vallée qui prit alors le nom de Valldigna.

Dès sa construction il fut un des monastères les plus importants de l'Ordre cistercien, filiale de l'Abbaye de Santes Creus dans la Province de Tarragone. Toute la Valldigna (vallée digne)était propriété de cette communauté monacale par ordre royal. Le monastère fut habité par les moines jusqu'à 1835, où une révolte populaire dans la Valldigna après le désamortissement de Mendizábal (confiscation d'une partie des biens du clergé) obligea les moines à abandonner le monastère. La majeure partie de ses biens furent détruits ou spoliés. Par bonheur, après des décennies d'abandon, actuellement le Monastère de Santa María de la Valldigna est, selon l'article 57 du Statut d'autonomie de la Communauté valencienne, "temple spirituel, historique et culturel de l'ancien Royaume de Valence, et est également symbole de la grandeur du peuple valencien". Dans le même article il est dit que "la Generalitat valencienne récupérera, restaurera et conservera le monastère (...) une loi du Parlement valencien déterminera le destin et l'utilisation du monastère comme point de rencontre de tous les valenciens et comme centre d'investigation et d'études pour récupérer l'histoire de la Communauté valencienne".

Monastère royal de Santa María de la Valldigna
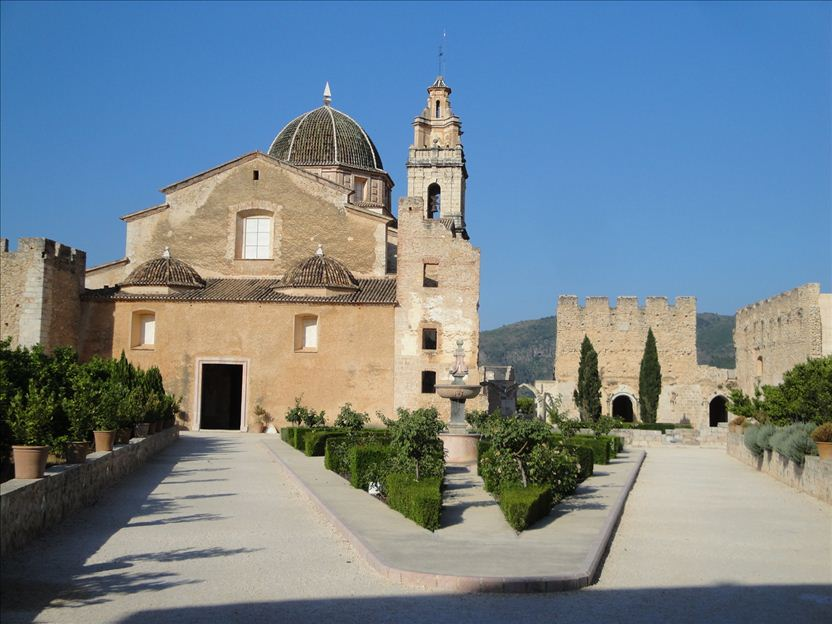
Monastère Royal de Santa María de la Valldigna
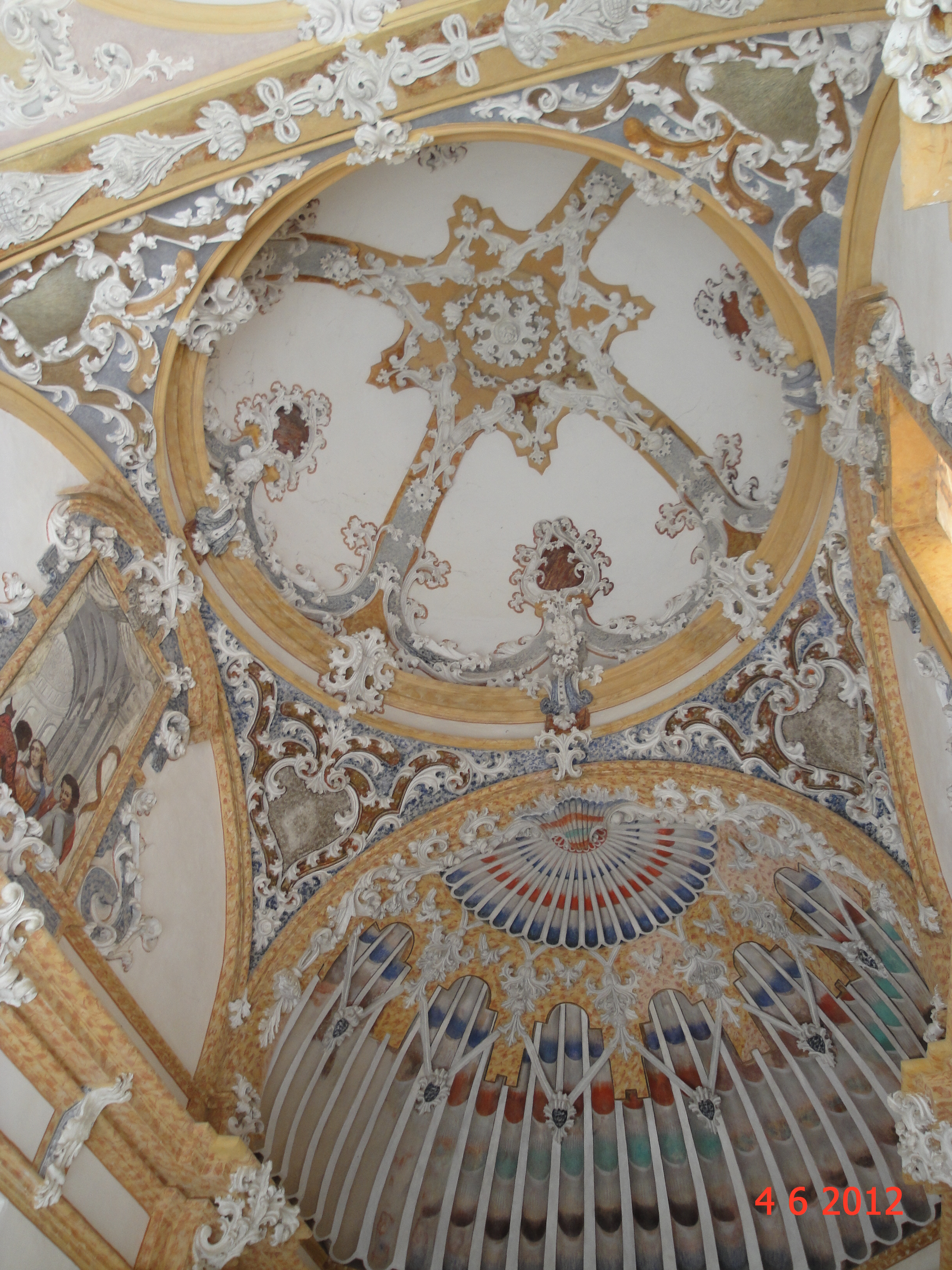
voute de l'église
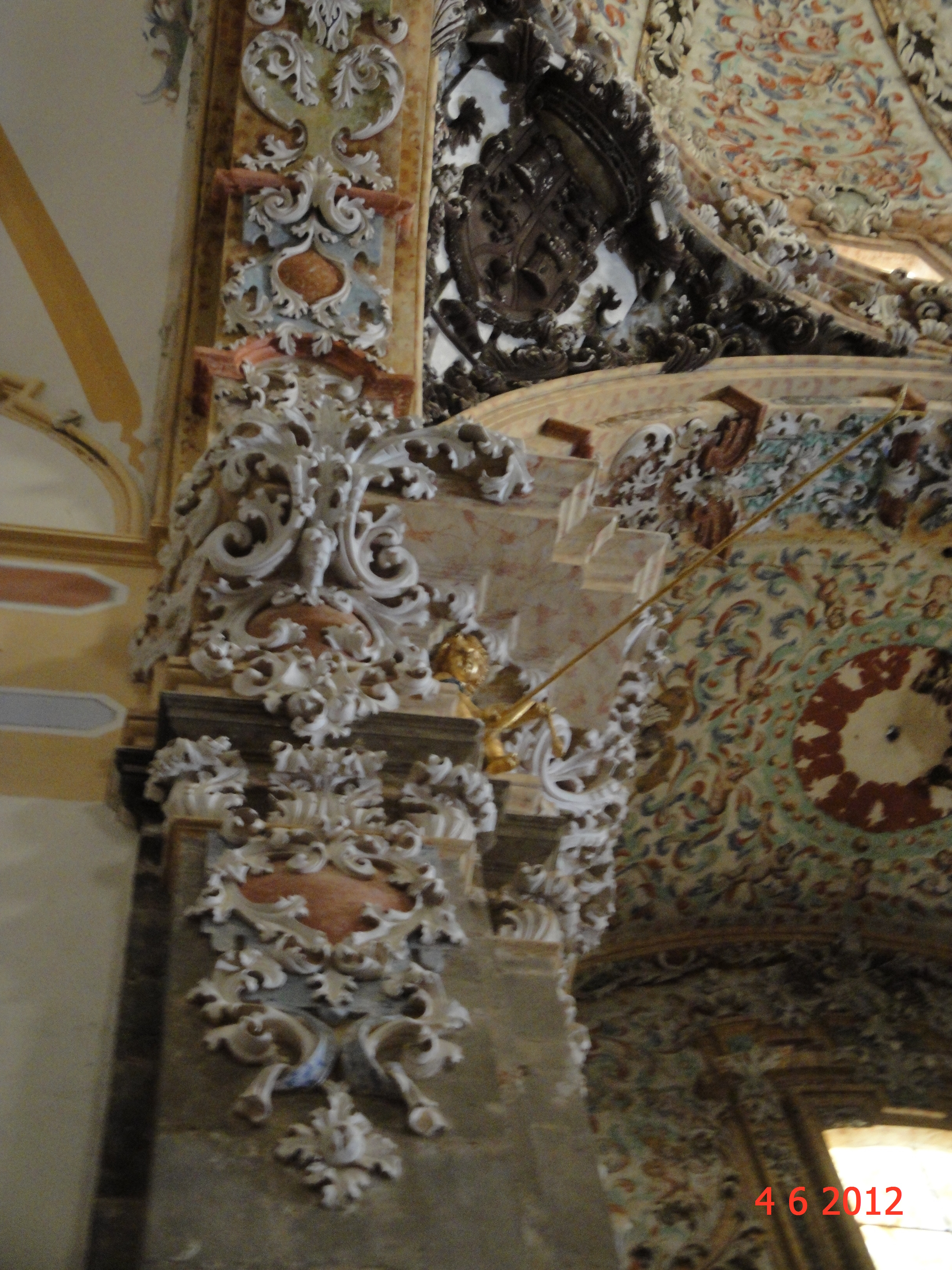
détail de la décoration de l'église
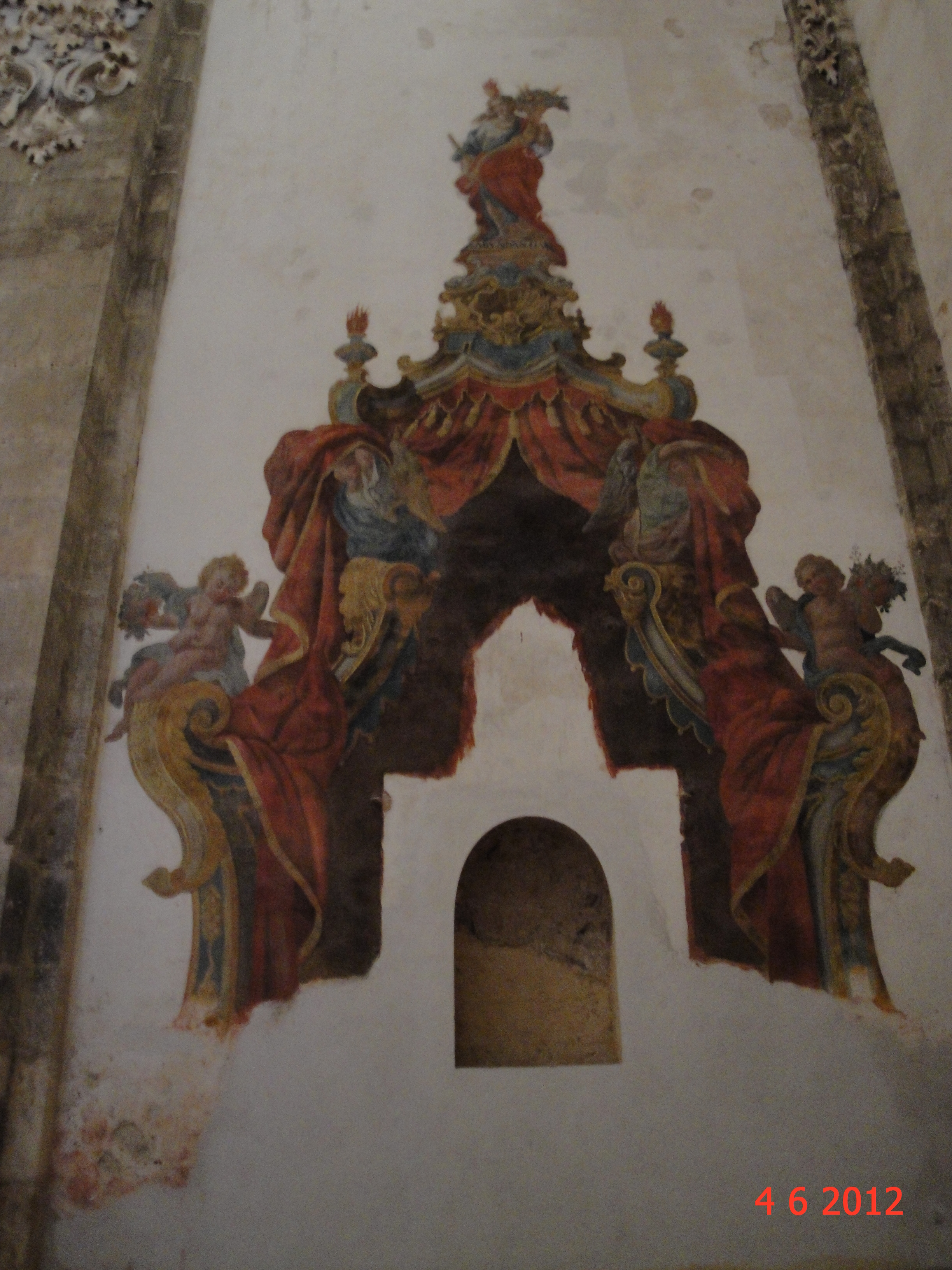
fresque dans l'église

- Église de Saint Michel Archange. C'est l'actuelle église paroissiale de la commune, de style baroque.
- Route des Monastères de Valence.
- Route des Borgia.

## Personnalités
- Francisco Luis Brines Ferrer, Coeter II, joueur de pilota valenciana.
- Miquel Brines Ferrer, Coeter I, joueur de pilota valenciana.
- Luis Francisco Cucarella Mas, Loripet, joueur de pilota valenciana.
- Terenci Miñana i Andrés, el xiqeut de Simat, joueur de pilota valenciana.

### Sources
- (es) Cet article est partiellement ou en totalité issu de l’article de Wikipédia en espagnol intitulé « Simat de Valldigna » (voir la liste des auteurs).
- (es) Varaciones de los municipios de España desde 1842, Ministerio de administraciones públicas, octobre 2008, 364 p. (lire en ligne) [PDF]